# Chartoscirta elegantula
Chartoscirta elegantula är en insektsart som först beskrevs av Carl Fredrik Fallén 1807.  Chartoscirta elegantula ingår i släktet Chartoscirta, och familjen strandskinnbaggar. Arten är reproducerande i Sverige.

## Bildgalleri

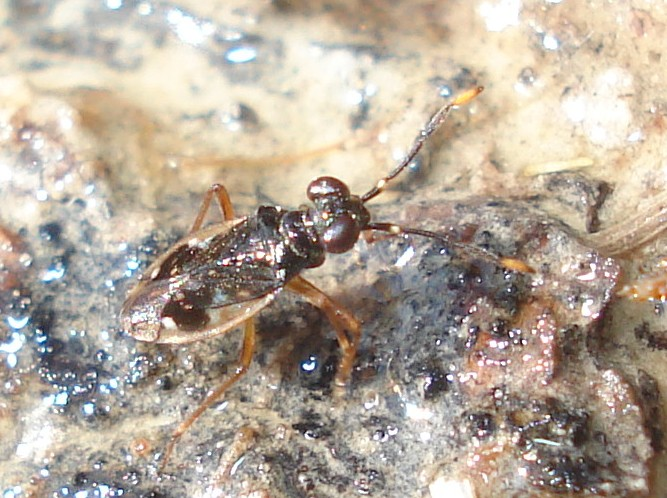